# Sibirischer Winkelzahnmolch
Der Sibirische Winkelzahnmolch (Salamandrella keyserlingii) ist ein Schwanzlurch aus der Familie der Winkelzahnmolche und bildet eine von zwei unterschiedenen Arten der Gattung Salamandrella. In älteren Systematiken wird er noch zur Gattung Hynobius gezählt.

## Merkmale

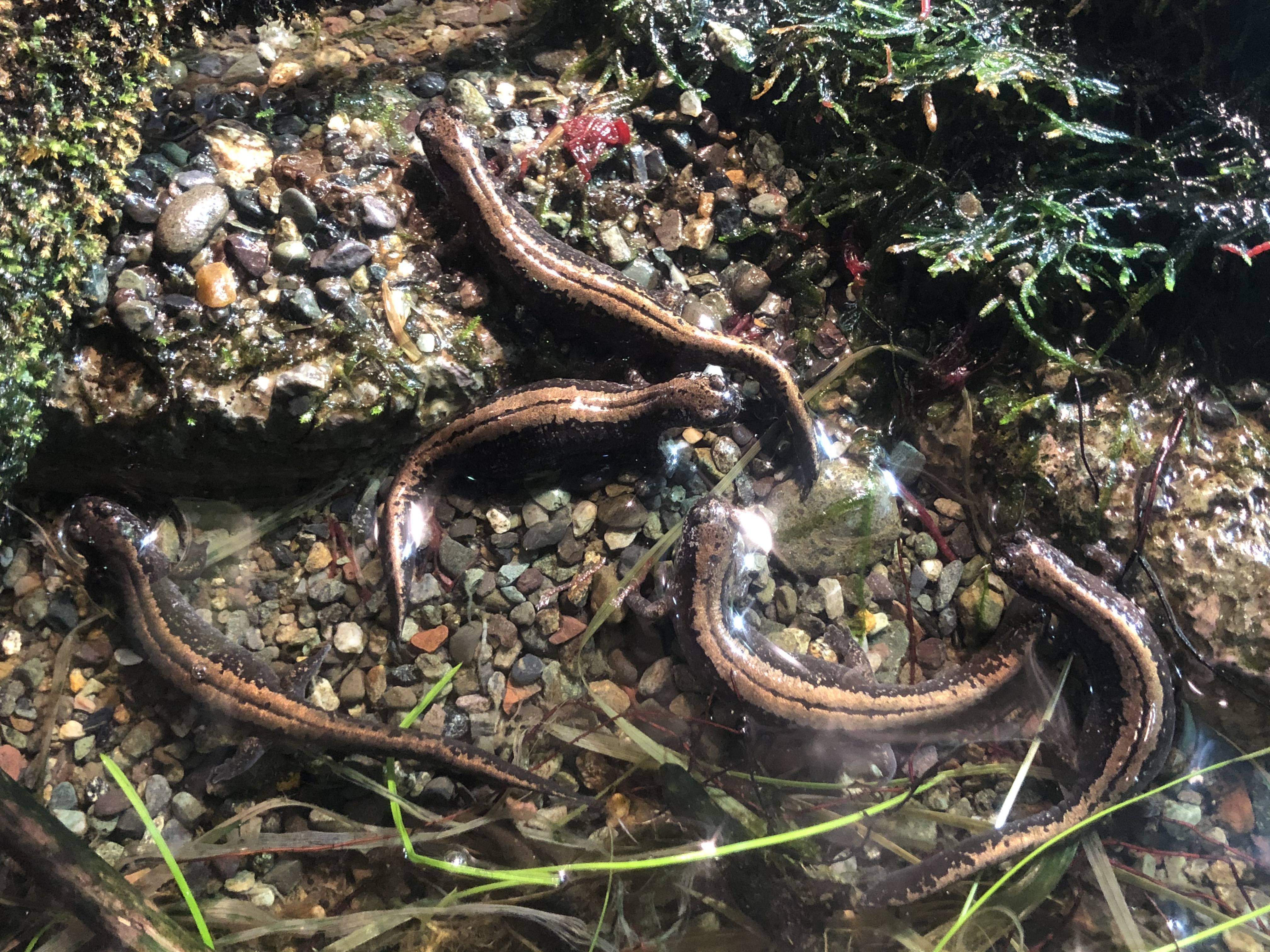
Ansammlung mehrerer Exemplare in Draufsicht

Der Sibirische Winkelzahnmolch wird bis 13 Zentimeter (Weibchen) bzw. bis 16 Zentimeter lang (Männchen) und ist recht kräftig gebaut. Die Hinterfüße haben nur jeweils vier statt fünf Zehen, wie dies sonst nur bei den italienischen Brillensalamandern der Fall ist. Der Kopf ist vom Rumpf abgesetzt; die Augen stehen „froschartig“ hervor. Am Hinterkopf befinden sich Parotiden, ähnlich wie etwa beim Feuersalamander oder den Kröten. Der Rumpf weist 12 bis 15 deutliche vertikale Seitenfurchen auf. Der Schwanz ist an der Wurzel rundlich, zur Spitze hin aber seitlich abgeflacht und oben gekielt. Seine Länge ist geringer als die von Rumpf und Kopf zusammen. Charakteristisch ist ein dünner schwarzer Aalstrich auf der Rückenmitte, der von bronzefarbenen Längsbinden eingefasst wird, welche wiederum durch dunkle, marmorierte Flanken begrenzt werden. Die Bauchseite ist weißlich-grau und getüpfelt, die Kehle fleischfarben. Die Haut erscheint glatt und glänzend. Innerhalb des riesigen Verbreitungsgebietes besteht eine große Variabilität der Körperproportionen, Färbungen und Zeichnungen.

## Vorkommen
Außer in zwei lokalen Fundgebieten auf der europäischen Seite des Ural-Gebirgszuges (etwa 44. östlicher Längengrad; Gebiet von Nischni Nowgorod sowie bei Syktywkar und Archangelsk) kommt der Sibirische Winkelzahnmolch im asiatischen Teil Russlands bis zum Ochotskischen Meer im Osten mit der Halbinsel Kamtschatka, der Insel Sachalin und den Kurilen-Inseln vor. Die südliche Grenze des Verbreitungsgebietes bilden die nördliche Mongolei und die Mandschurei in Nordostchina. Auch auf der japanischen Nordinsel Hokkaidō ist die Art vertreten. Populationen in Südostsibirien werden inzwischen einem separaten Taxon zugeordnet, das entweder als Unterart oder als eigenständige Art (Salamandrella tridactyla) betrachtet wird.
Als einziger Schwanzlurch überschreitet Salamandrella keyserlingii den 66. nördlichen Breitengrad und kommt sogar unweit des klimatologischen Kältepols der Nordhemisphäre bei Werchojansk vor. Die Art zeigt eine für Amphibien extreme Genügsamkeit gegenüber Frosttemperaturen und überlebt auch längere Kältephasen von −35 bis −40 °C.
Die IUCN stuft die Art als nicht gefährdet (least concern) ein und den Populationstrend als stabil.

## Lebensraum und Lebensweise

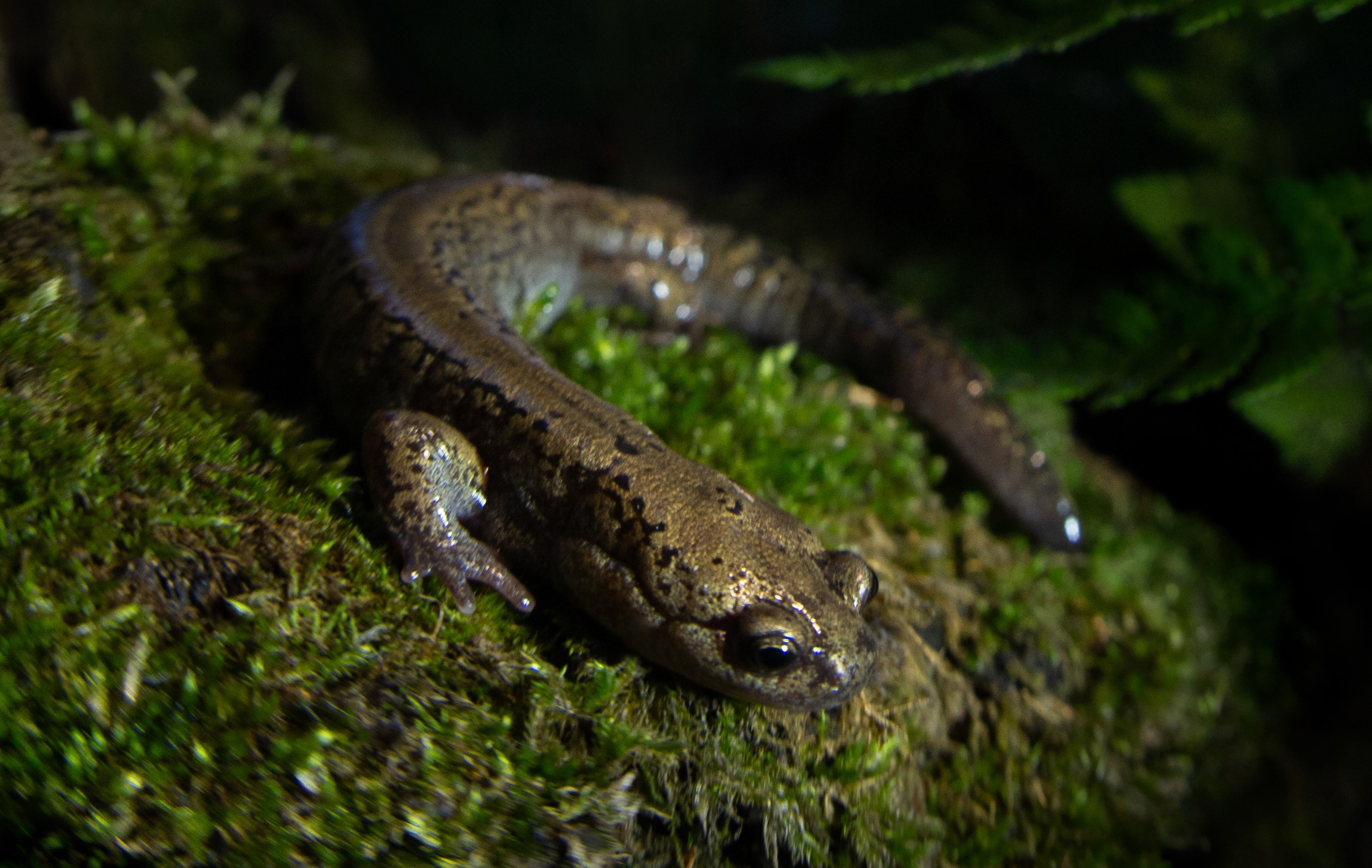
Sibirischer Winkelzahnmolch auf Moospolster

Der Sibirische Winkelzahnmolch lebt in Sumpfgebieten, auf Waldlichtungen und auf feuchten Wiesen, wo er sich unter Moos, Falllaub oder Baumstubben in der Nähe seiner Laichgewässer aufhält. Als solche dienen Überschwemmungstümpel, ruhige Fließgewässer und größere, krautreiche Stillgewässer, aber auch kleinste Wasseransammlungen verschiedener Ausprägung. Im Gebiet der sibirischen Permafrostböden ist die sommerliche Aktivitätsperiode extrem kurz. Zur Winterruhe suchen sich die Tiere ab Ende September Unterschlüpfe tief im Boden oder in morschen Baumstämmen. Diese Phase kann je nach Gebiet zwischen 160 und 220 Tagen dauern. Bereits bei einer Außentemperatur von 0,5 bis 1 °C sind sie wieder bewegungsfähig und aktiv.
Die Nahrung der Sibirischen Winkelzahnmolche besteht aus Insekten und ihren Larven, Regenwürmern, Nacktschnecken, Spinnen sowie Bachflohkrebsen und wird bei nächtlicher Aktivität erbeutet.

## Fortpflanzung
Schon ab 3 °C Wassertemperatur finden sich die Molche während der Schneeschmelze zwischen April und Juni im Laichgewässer ein. Vor der Paarung wird das Weibchen vom Männchen mit dessen zu der Zeit flossengesäumtem Ruderschwanz „bewedelt“ und lang andauernd „umtanzt“. Der eigentliche Fortpflanzungsakt ist allerdings unzureichend erforscht. Man nimmt einerseits an, dass wie bei allen Arten der Winkelzahnmolche eine äußerliche Befruchtung des vom Weibchen abgesetzten Laiches erfolgt. Andererseits wird berichtet, dass das Weibchen mit seiner Kloake mehrere vom Männchen abgesetzte Spermaklümpchen aufnimmt und dieser Samen bis zum nächsten Jahr verwahrt wird. Im folgenden Jahr soll das Weibchen dann zwei etwa vier bis maximal 37 Zentimeter lange, gallertige, spiralig gewundene „Eisäcke“ ins Wasser absetzen. Wenig später kommt es zur erneuten Balz mit einem Männchen und zur Spermaübergabe für das nächste Jahr. Nach einer zwei- bis fünfwöchigen Embryonalphase schlüpfen die Larven und benötigen nun bei einem Zentimeter Größe noch sechs bis zehn Wochen bis zur Metamorphose. Nach einem Jahr sind die Jungtiere ungefähr drei Zentimeter groß; die Geschlechtsreife tritt mit zwei oder drei Jahren ein.